# کاستل بارونیا

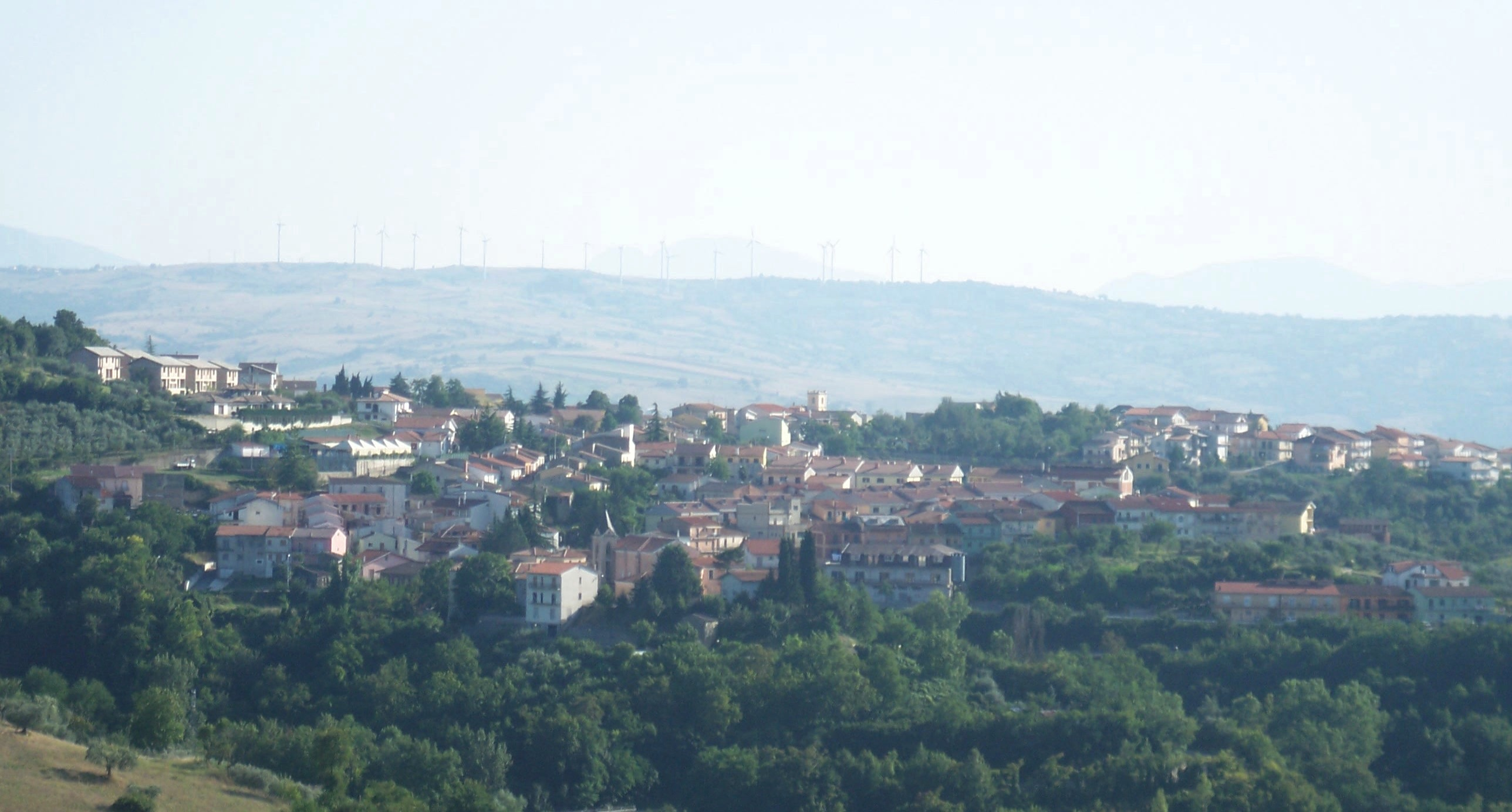
عکسی از کاستل بارونیا

کاستل بارونیا (به ایتالیایی: Castel Baronia) یک کومونه در ایتالیا است که در استان آولینو واقع شده‌است.

## خصوصیات
کاستل بارونیا ۱۵٫۳۴ کیلومترمربع مساحت و ۱٬۱۹۶ نفر جمعیت دارد و ۶۳۹ متر بالاتر از سطح دریا واقع شده‌است.